# Udangudi
Udangudi (o Udankudi) è una suddivisione dell'India, classificata come town panchayat, di 19.347 abitanti, situata nel distretto di Thoothukudi, nello stato federato del Tamil Nadu. In base al numero di abitanti la città rientra nella classe IV (da 10.000 a 19.999 persone).

## Geografia fisica
La città è situata a 8° 25' 60 N e 78° 1' 0 E e ha un'altitudine di 11 m s.l.m..

## Società

### Evoluzione demografica
Al censimento del 2001 la popolazione di Udangudi assommava a 19.347 persone, delle quali 9.233 maschi e 10.114 femmine. I bambini di età inferiore o uguale ai sei anni assommavano a 2.225, dei quali 1.168 maschi e 1.057 femmine. Infine, coloro che erano in grado di saper almeno leggere e scrivere erano 15.636, dei quali 7.654 maschi e 7.982 femmine.